# Țigănești, Teleorman
Țigănești este satul de reședință al comunei cu același nume din județul Teleorman, Muntenia, România.

## Personalități
- Florin Ologeanu (n. 10.10.1943), rapsod popular